# Elva (commune)
Elva, en forme longue la Commune rurale d'Elva (en estonien : Elva vald) est une commune rurale d'Estonie située dans le comté de Tartu.

## Géographie

### Localisation
Elva est située le long du Lac Võrtsjärv, à l'extremité Ouest du Comté de Tartu.

### Communes limitrophes
| Viljandi vald Lac Võrtsjärv | Tartu vald | Tartu  |
| Lac Võrtsjärv               | Elva       | Nõo    |
| Lac Võrtsjärv Tõrva         | Otepää     | Otepää |

### Hydrographie
En plus du Lac Võrtsjärv, situé à l'Est de la commune, Elva possède 28 lacs (järved): Le Lac noir de Valguta, les lacs de Vellavere, les réservoirs d'Elva et de Rannu, les retenues d'eau de Põksi et de Lossimäe, le lac du moulin de Lülle ainsi que les lacs Andresjärv, Arbi, Asema, Hellenurme, Jõnni, Karijärv, Keeri, Kentsi, Koopsi, Koruste Linajärv, Liivaku, Porijärv, Põhtjärv, Põhu, Põhu Mädajärv, Rõngu Mädajärv, Rämsi, Verevi, Viisjaagu et Väike-Koopsi.
La commune est traversée par la rivière Elva.

## Politique et administration

### Découpage territorial
La commune est divisée en 85 localités. La mairie et le siège de la plupart des institutions communales sont situés dans la localité d'Elva linn.
| Liste des localités de la commune d'Elva | Liste des localités de la commune d'Elva | Liste des localités de la commune d'Elva | Liste des localités de la commune d'Elva | Liste des localités de la commune d'Elva |
| Code                                     | Nom officiel actuel (Estonien)           | Nom historique (Allemand)                | Type                                     | Population (2021)                        |
| ---------------------------------------- | ---------------------------------------- | ---------------------------------------- | ---------------------------------------- | ---------------------------------------- |
| 1018                                     | Aakre                                    | Aicker                                   | village (küla)                           | 280                                      |
| 1291                                     | Annikoru                                 |                                          | village (küla)                           | 295                                      |
| 1418                                     | Astuvere                                 |                                          | village (küla)                           | 21                                       |
| 1440                                     | Atra                                     |                                          | village (küla)                           | 41                                       |
| 1586                                     | Elva linn (centre)                       | Elwa                                     | ville incorporée (vallasisene linn)      | 5645                                     |
| 1643                                     | Ervu                                     |                                          | village (küla)                           | 136                                      |
| 1813                                     | Hellenurme                               | Hellenorm                                | village (küla)                           | 375                                      |
| 1951                                     | Härjanurme                               | Herjanorm                                | village (küla)                           | 18                                       |
| 2348                                     | Järvaküla                                |                                          | village (küla)                           | 67                                       |
| 2351                                     | Järveküla                                |                                          | village (küla)                           | 73                                       |
| 2409                                     | Kaarlijärve                              |                                          | village (küla)                           | 122                                      |
| 2540                                     | Kaimi                                    |                                          | village (küla)                           | 82                                       |
| 2622                                     | Kalme                                    |                                          | village (küla)                           | 131                                      |
| 2699                                     | Kapsta                                   | Engelhards                               | village (küla)                           | 36                                       |
| 2725                                     | Karijärve                                |                                          | village (küla)                           | 64                                       |
| 2842                                     | Võllinge                                 |                                          | village (küla)                           | 29                                       |
| 3103                                     | Kipastu                                  |                                          | village (küla)                           | 15                                       |
| 3121                                     | Kirepi                                   | Kirrumpäh                                | village (küla)                           | 123                                      |
| 3216                                     | Kobilu                                   |                                          | village (küla)                           | 45                                       |
| 3372                                     | Konguta                                  | Congota                                  | village (küla)                           | 189                                      |
| 3412                                     | Koopsi                                   |                                          | village (küla)                           | 27                                       |
| 3457                                     | Koruste                                  |                                          | village (küla)                           | 99                                       |
| 3595                                     | Kulli                                    |                                          | village (küla)                           | 76                                       |
| 3637                                     | Kureküla                                 |                                          | petit bourg (alevik)                     | 98                                       |
| 3639                                     | Kurelaane                                |                                          | village (küla)                           | 59                                       |
| 3738                                     | Kõduküla                                 |                                          | village (küla)                           | 105                                      |
| 3881                                     | Käo                                      | Käo                                      | village (küla)                           | 46                                       |
| 3949                                     | Käärdi                                   |                                          | petit bourg (alevik)                     | 518                                      |
| 3973                                     | Külaaseme                                |                                          | village (küla)                           | 48                                       |
| 4117                                     | Lapetukme                                |                                          | village (küla)                           | 114                                      |
| 4256                                     | Lembevere                                |                                          | village (küla)                           | 41                                       |
| 4376                                     | Lilleküla                                |                                          | village (küla)                           | 33                                       |
| 4527                                     | Lossimäe                                 |                                          | village (küla)                           | 139                                      |
| 4749                                     | Majala                                   |                                          | village (küla)                           | 72                                       |
| 4895                                     | Metsalaane                               |                                          | village (küla)                           | 125                                      |
| 5138                                     | Mõisanurme                               |                                          | village (küla)                           | 166                                      |
| 5198                                     | Mäelooga                                 |                                          | village (küla)                           | 43                                       |
| 5206                                     | Mäeotsa                                  |                                          | village (küla)                           | 48                                       |
| 5211                                     | Mäeselja                                 |                                          | village (küla)                           | 72                                       |
| 5248                                     | Mälgi                                    |                                          | village (küla)                           | 78                                       |
| 5358                                     | Nasja                                    |                                          | village (küla)                           | 37                                       |
| 5393                                     | Neemisküla                               |                                          | village (küla)                           | 94                                       |
| 5447                                     | Noorma                                   |                                          | village (küla)                           | 62                                       |
| 5880                                     | Paju                                     |                                          | village (küla)                           | 39                                       |
| 5916                                     | Palamuste                                |                                          | village (küla)                           | 33                                       |
| 5952                                     | Palupera                                 | Palloper                                 | village (küla)                           | 178                                      |
| 5957                                     | Palupõhja                                |                                          | village (küla)                           | 4                                        |
| 6031                                     | Pastaku                                  |                                          | village (küla)                           | 36                                       |
| 6071                                     | Pedaste                                  |                                          | village (küla)                           | 29                                       |
| 6164                                     | Piigandi                                 |                                          | village (küla)                           | 30                                       |
| 6322                                     | Poole                                    |                                          | village (küla)                           | 48                                       |
| 6328                                     | Poriküla                                 |                                          | village (küla)                           | 29                                       |
| 6393                                     | Puhja                                    | Puyen                                    | petit bourg (alevik)                     | 848                                      |
| 6453                                     | Purtsi                                   |                                          | village (küla)                           | 25                                       |
| 6648                                     | Pööritsa                                 |                                          | village (küla)                           | 85                                       |
| 6663                                     | Pühaste                                  |                                          | village (küla)                           | 52                                       |
| 6748                                     | Raigaste                                 |                                          | village (küla)                           | 76                                       |
| 6809                                     | Rannaküla                                |                                          | village (küla)                           | 68                                       |
| 6822                                     | Rannu                                    | Randen                                   | petit bourg (alevik)                     | 409                                      |
| 6890                                     | Rebaste                                  |                                          | village (küla)                           | 67                                       |
| 6955                                     | Ridaküla                                 |                                          | village (küla)                           | 77                                       |
| 7167                                     | Rõngu                                    | Ringen                                   | petit bourg (alevik)                     | 712                                      |
| 7208                                     | Rämsi                                    |                                          | village (küla)                           | 228                                      |
| 7282                                     | Saare                                    |                                          | village (küla)                           | 0                                        |
| 7420                                     | Sangla                                   | Sangla                                   | village (küla)                           | 29                                       |
| 7833                                     | Suure-Rakke                              |                                          | village (küla)                           | 49                                       |
| 8094                                     | Tamme                                    | Tammen                                   | village (küla)                           | 21                                       |
| 8121                                     | Tammiste                                 |                                          | village (küla)                           | 137                                      |
| 8180                                     | Teedla                                   | Thetlia                                  | village (küla)                           | 130                                      |
| 8189                                     | Teilma                                   |                                          | village (küla)                           | 40                                       |
| 8238                                     | Tilga                                    |                                          | village (küla)                           | 92                                       |
| 8575                                     | Tännassilma                              |                                          | village (küla)                           | 66                                       |
| 8614                                     | Uderna                                   | Uddern                                   | village (küla)                           | 117                                      |
| 8655                                     | Ulila                                    |                                          | petit bourg (alevik)                     | 313                                      |
| 8727                                     | Urmi                                     |                                          | village (küla)                           | 39                                       |
| 8750                                     | Utukolga                                 |                                          | village (küla)                           | 15                                       |
| 8846                                     | Vahessaare                               |                                          | village (küla)                           | 42                                       |
| 8941                                     | Valguta                                  | Walguta                                  | village (küla)                           | 167                                      |
| 8959                                     | Vallapalu                                |                                          | village (küla)                           | 57                                       |
| 9178                                     | Vehendi                                  |                                          | village (küla)                           | 76                                       |
| 9191                                     | Vellavere                                |                                          | village (küla)                           | 50                                       |
| 9211                                     | Verevi                                   |                                          | village (küla)                           | 33                                       |
| 9260                                     | Vihavu                                   |                                          | village (küla)                           | 26                                       |
| 9591                                     | Võsivere                                 |                                          | village (küla)                           | 58                                       |
| 9633                                     | Väike-Rakke                              |                                          | village (küla)                           | 0                                        |
| Population totale (2021)                 | Population totale (2021)                 | Population totale (2021)                 | Population totale (2021)                 | 14707                                    |

#### Circonscription électorale
En période d'élection, Elva fait partie de la circonscription éléctorale 9 (valimisringkond nr 9) incluant les Comtés historiques de Tartu et et de Jõgeva.
n'importe quel électeur de la commune d'Elva peut voter dans tous les bureaux de vote pendant leurs heures d'ouverture. L'électeur n'est plus lié à son bureau de vote spécifique, car une liste électorale utilisée est électronique, permettant également le vote en ligne.

### Conseil municipal
Comme toutes les municipalités d'Estonie, Elva dispose de son propre conseil municipal (vallavolikogu). Les conseillers sont élus par les habitants selon le principe de la représentation proportionnelle. Les élections municipales ont lieu tous les quatre ans lors du troisième dimanche d'octobre. La compétence exclusive du conseil comprend, entre autres, l'adoption et la modification du plan d'urbanisme, de la stratégie budgétaire de la commune, la mise en place de taxes locales, l'attribution de subventions ou encore la souscription de prêts.
Le nombre de membres du conseil municipal est déterminé par la composition du conseil précédent. Néanmoins, la population municipale étant comprise entre 10 000 et 30 000 habitants), la Loi estonienne mentionne que le conseil doit compter au moins 21 membres. Le conseil municipal actuel d'Elva en compte 29. L'organisation du travail du conseil est définie par la loi Estonienne sur l'organisation des collectivités locales et les statuts propres de la commune d'Elva.
À la suite des élections municipales de 2021, un accord de coalition a été signé entre le Parti de la réforme, le Parti du centre, et l'union électorale locale Sinu Elva vald ("ta commune d'Elva"). Depuis 2021, la répartition politique des conseillers municipaux est la suivante:

### Maire et adjoints
Le gouvernement de la commune (vallavalitsus) est dirigé par le maire, élu par le conseil municipal parmi ses membres.
Les autres membres du gouvernement municipal sont les adjoints au maire (abivallavanem) ainsi que le membre non-adjoint (valitsuse liige). Leur nomination par le maire doit être approuvée par le conseil municipal.
| Nom           | Rôle                                     | Portefeuille |
| ------------- | ---------------------------------------- | --- |
| Priit Värv    | Maire (vallavanem)                       | |
| Heiki Hansen  | Adjoint au maire (abivallavanem)         | Education, culture, sport, affaires sociales, jeunesse, santé.                                                   |
| Kertu Vuks    | Adjoint au maire (abivallavanem)         | Développement local, investissements, numérique, économie et tourisme.                                           |
| Kristjan Vilu | Adjoint au maire (abivallavanem)         | Infrastructures et équipements municipaux, gestion de l'eau, voirie, environnement, énergie, patrimoine communal |
| Margus Ivask  | Membre du gouvernement (valitsuse liige) | Financements et développement des projets communaux.                                                             |

## Équipements et services publics

### Enseignement
La commune d'Elva compte 7 écoles publiques et une école privée:
- Lycée d'Elva (Elva Gümnaasium), Elva linn
- Ecole de Konguta, Annikoru
- Ecole primaire de Palupera, Palupera
- Ecole de Puhja, Puhja
- Ecole de Rannu, Rannu
- Ecole secondaire de Rõngu, Rõngu
- Ecole primaire et jardin d'enfants de Valguta, Valguta
- Ecole privée de Tartu - Branche de Peedu, Elva linn

### Santé
La santé et la prévention des risques font partie des compétences des communes estoniennes. La municipalité dispose d'un département consacré à la santé, la prévention ainsi que les affaires sociales (sotsiaal- ja terviseosakond),.
Le territoire d'Elva possède également un hopital, située dans la localité d'Elva-ville. La commune compte 8 cabinets médicaux généralistes , 8 cabinets dentaires et 7 pharmacies (apteegid), dont 5 dans la seule ville d'Elva.

## Patrimoine

### Patrimoine civil

#### Vestiges médiévaux
- Emplacement de l'ancienne Forteresse vassale de Kavilda (Kawelecht), Mõisanurme
- Emplacement de l'ancienne Forteresse vassale de Rannu (Randen), Rannu
- Fondations de l'ancienne Forteresse vassale de Konguta (Kongota), Konguta
- Ruines de l'ancienne Forteresse vassale de Rõngu (Ringen), Rõngu

#### Manoirs

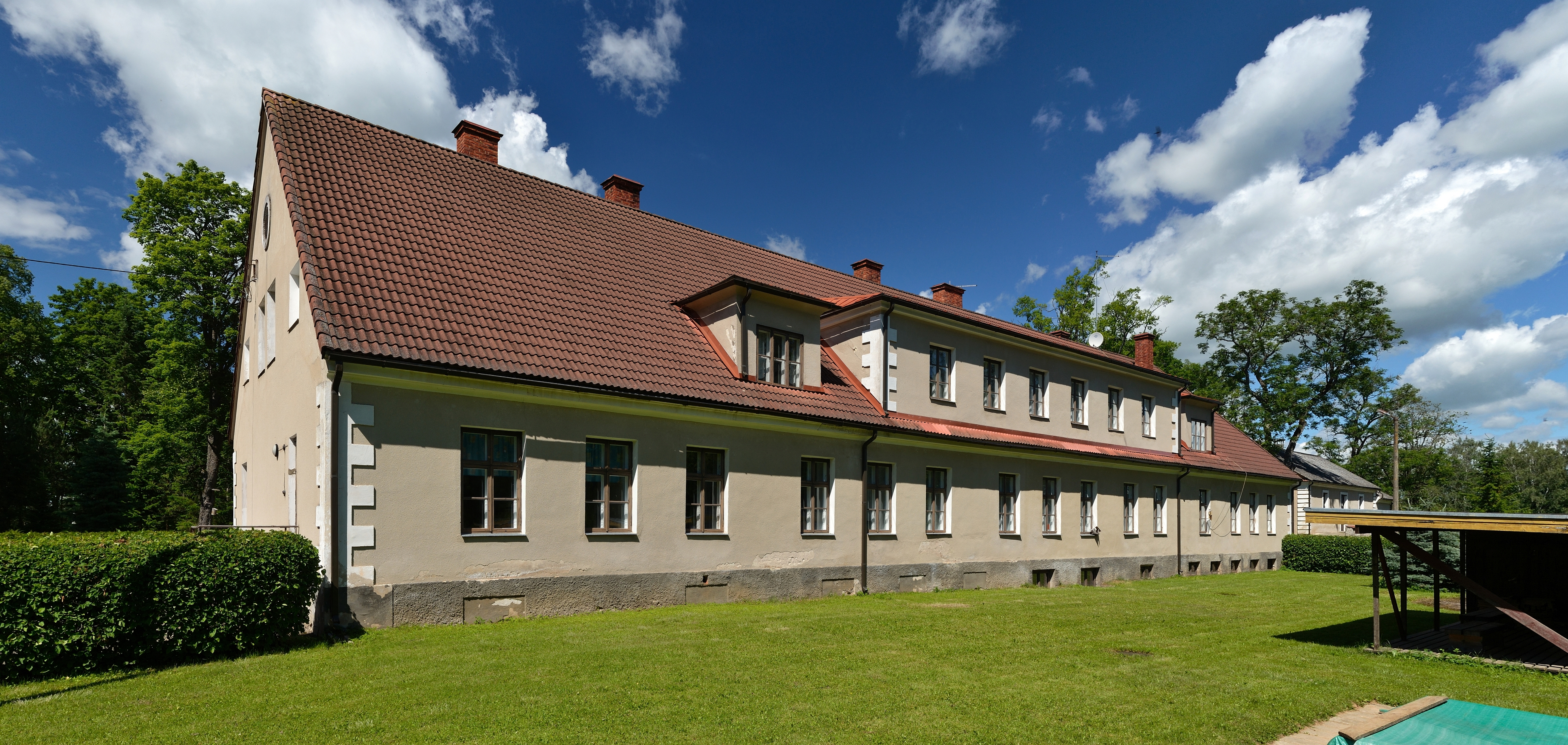
Manoir d'Aakre (Aicker), Aakre.
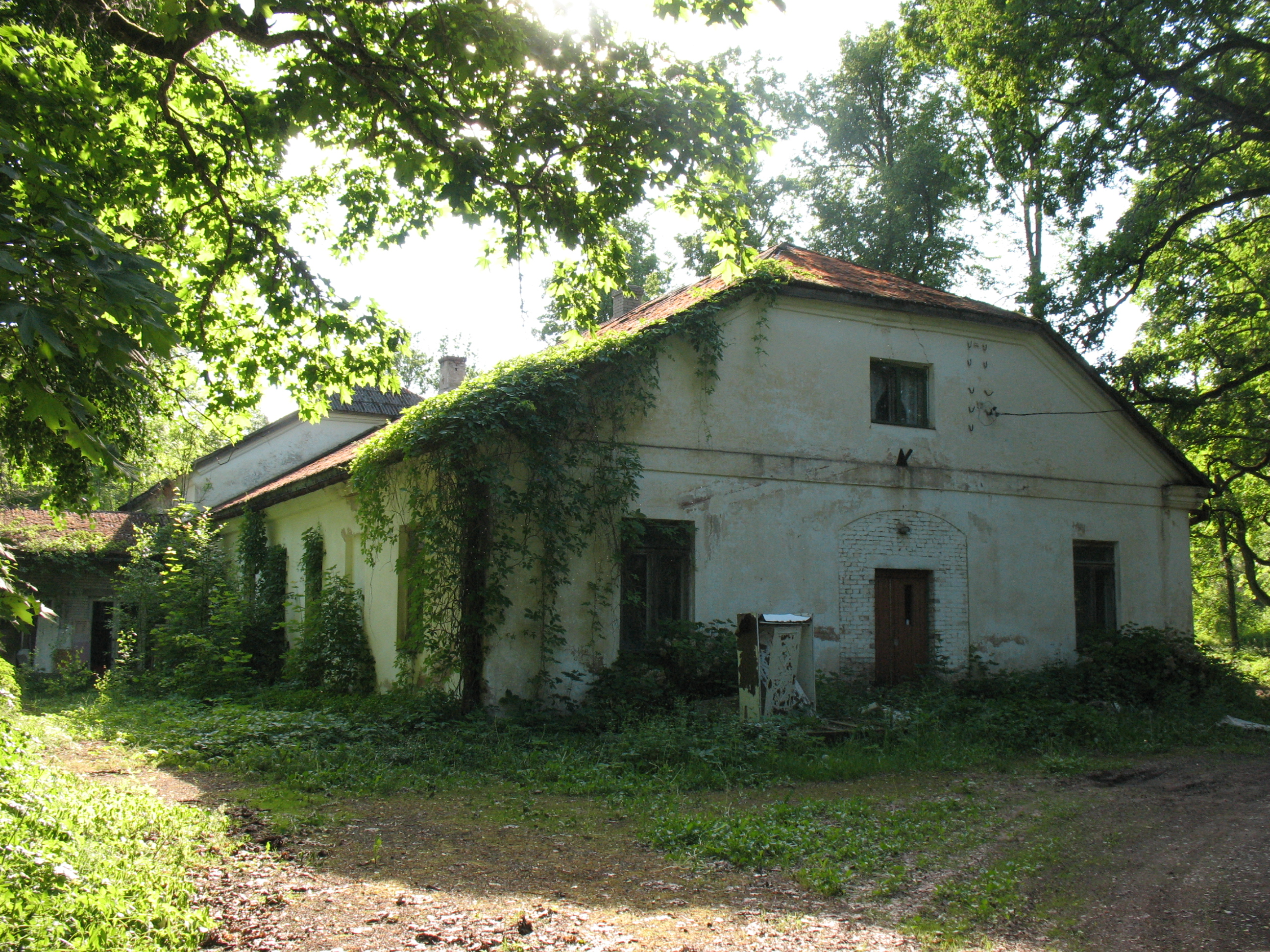
Manoir d'Aru (Kawrimoise/Arrohof), Mälgi.
Manoir d'Aruselja (Arrosilla), Tamme.
Manoir de Tamme (Tammenhof), Tamme.
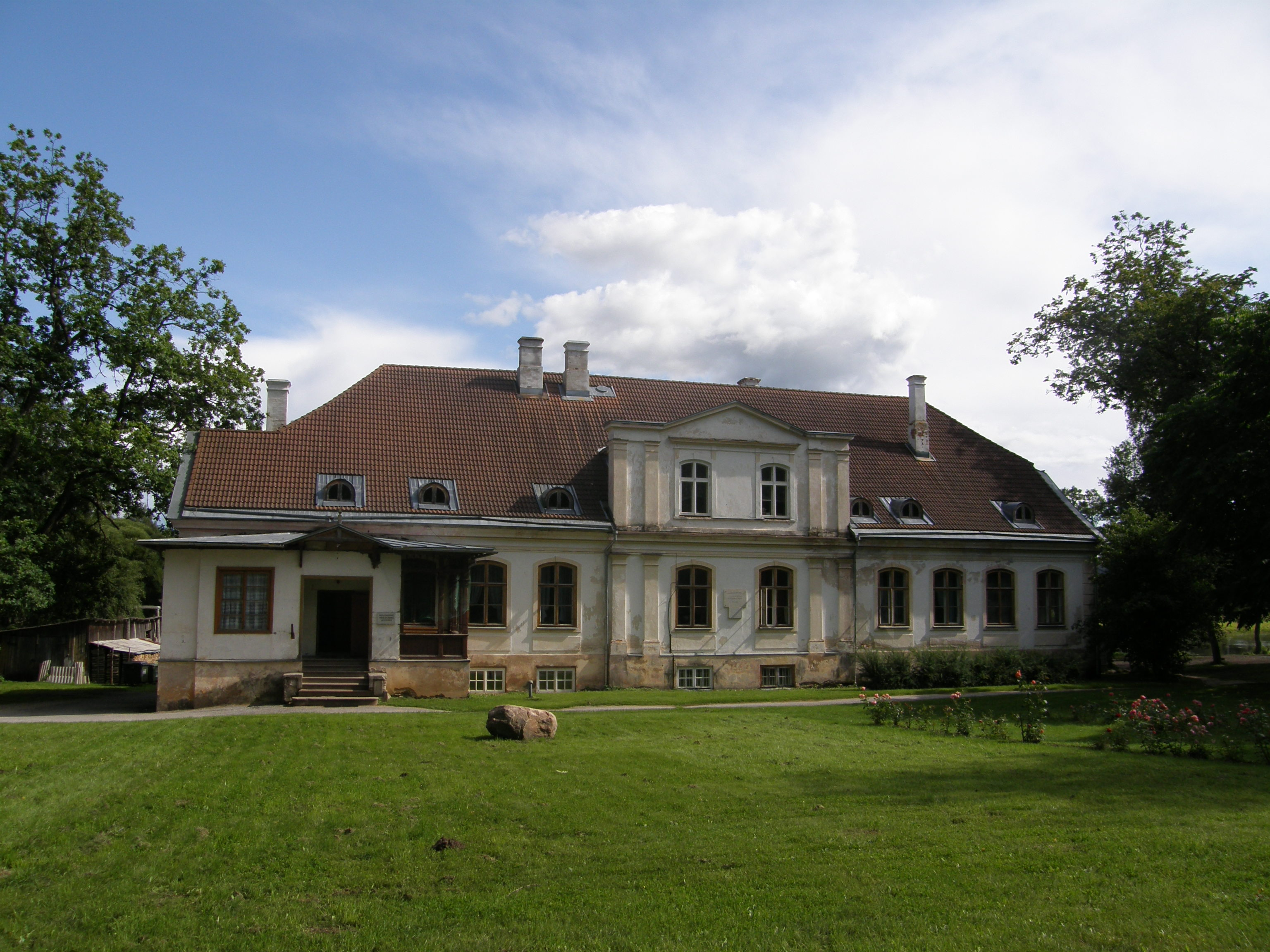
Manoir d'Hellenurme (Hellenorm), Hellenurme.
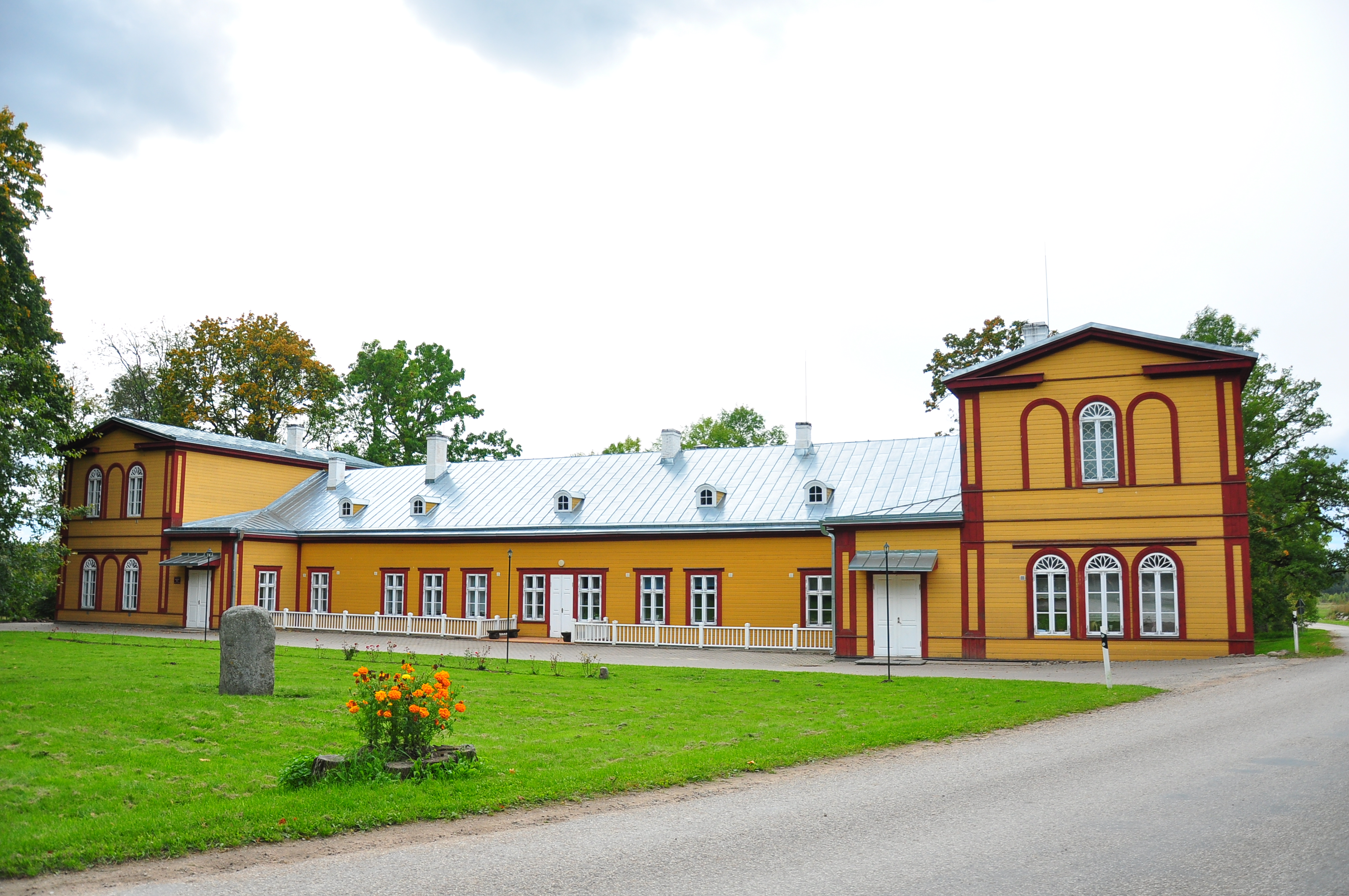
Manoir de Palupera (Palloper), Palupera.
Manoir de Teedla (Thetlia), Teedla.
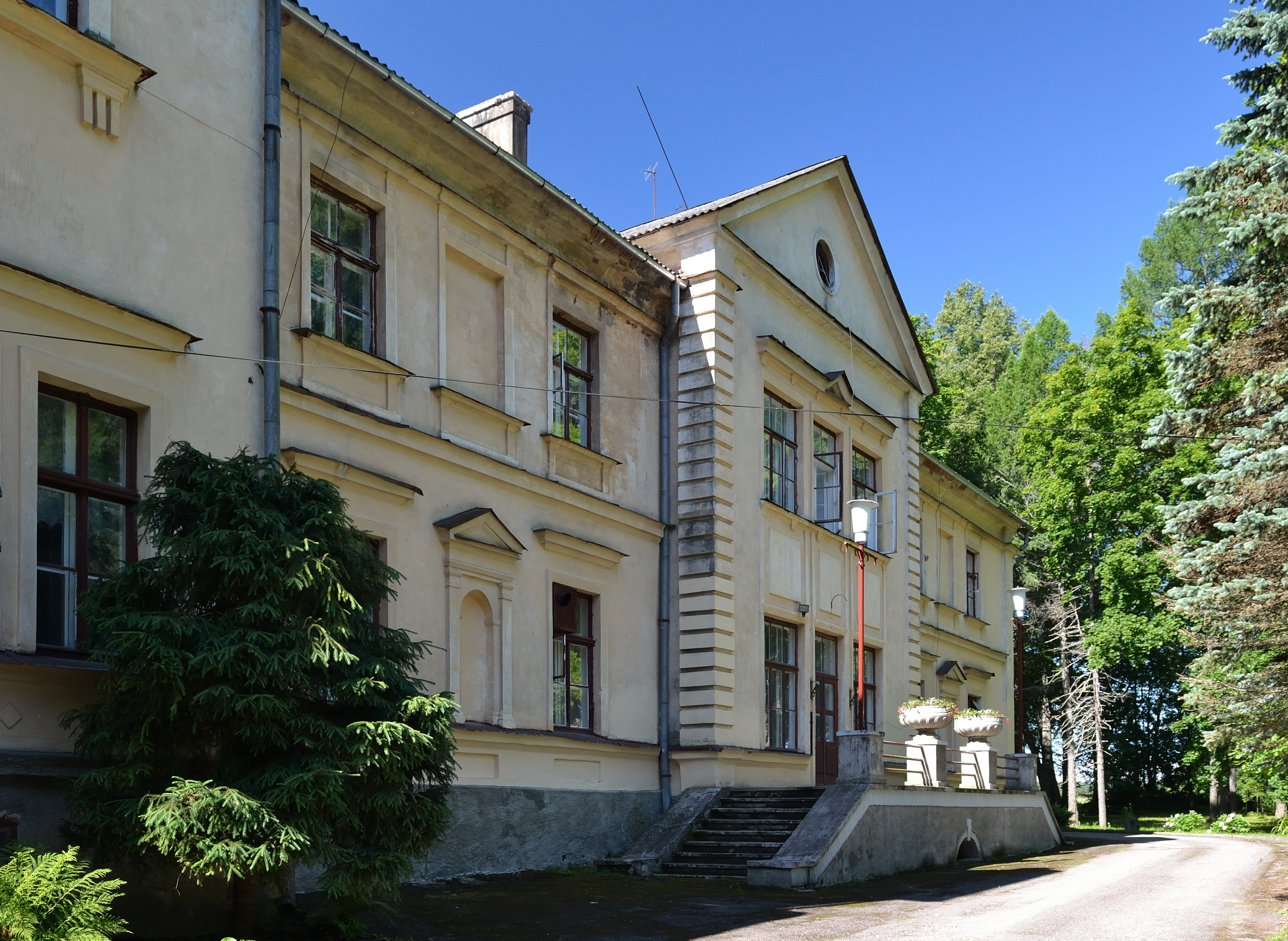
Manoir d'Uderna (Uddern), Uderna.
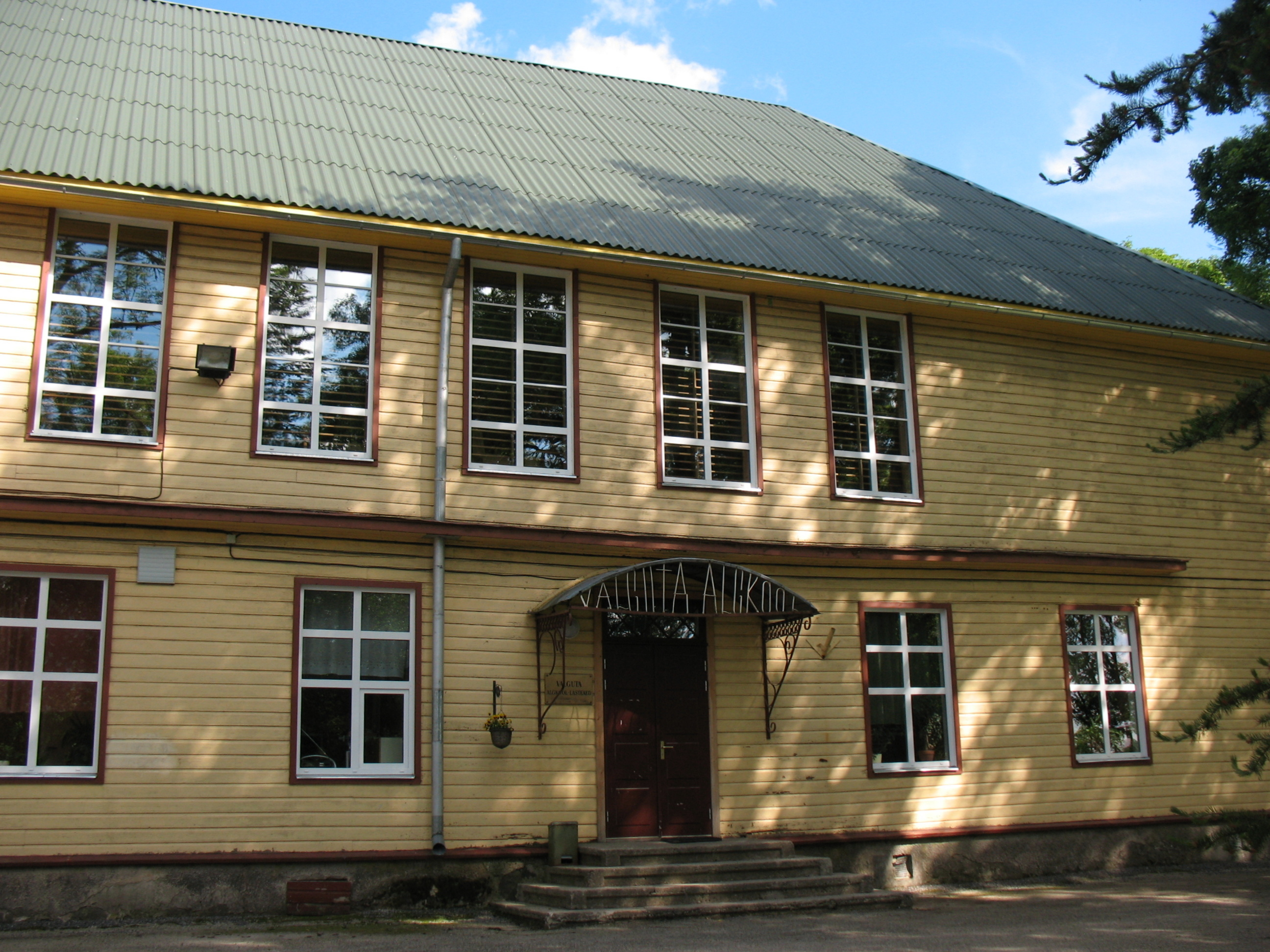
Manoir de Valguta (Walguta), Valguta.
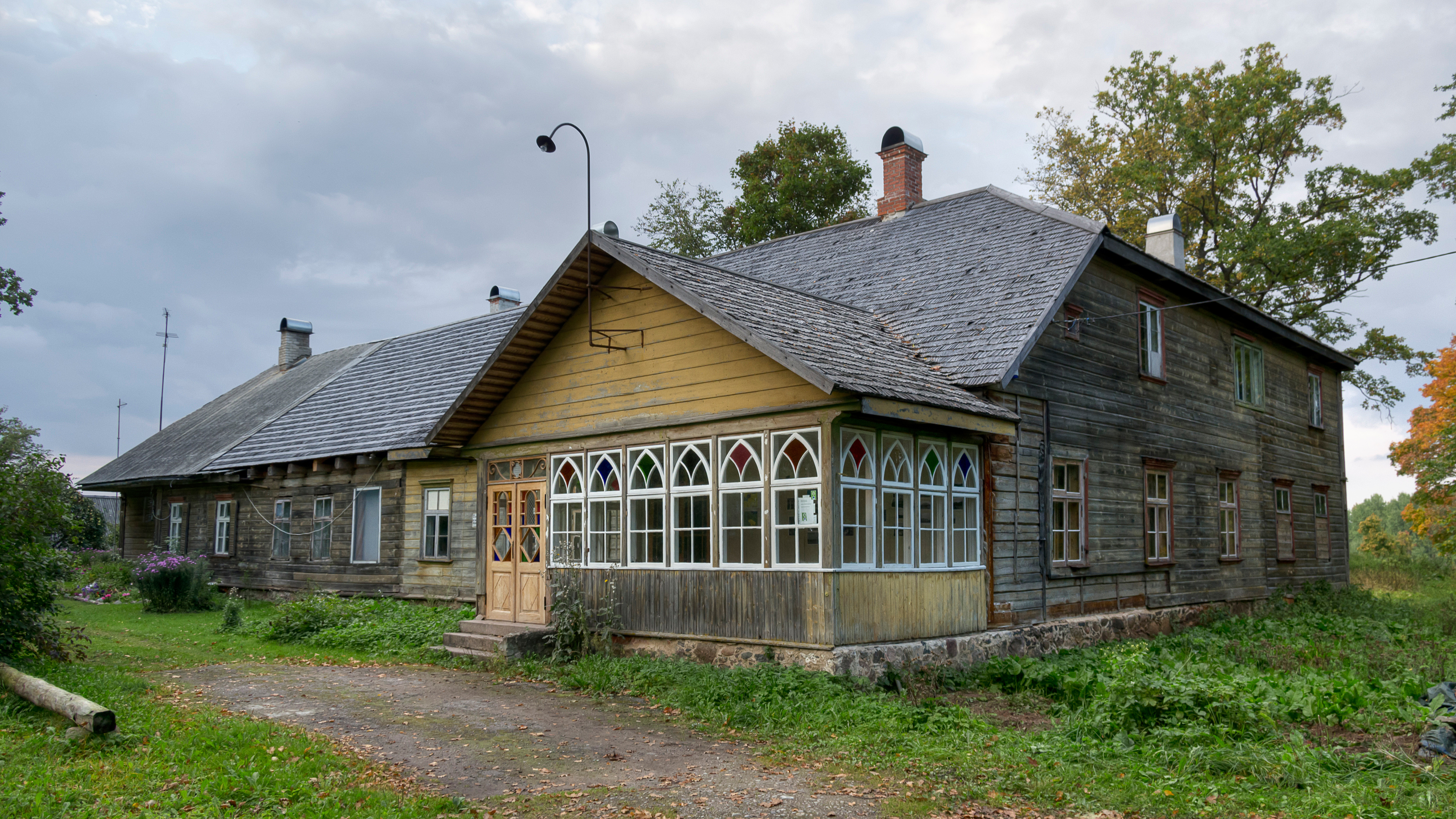
Manoir de Vana-Kirepi (Alt-Kirrumpäh), Kirepi.
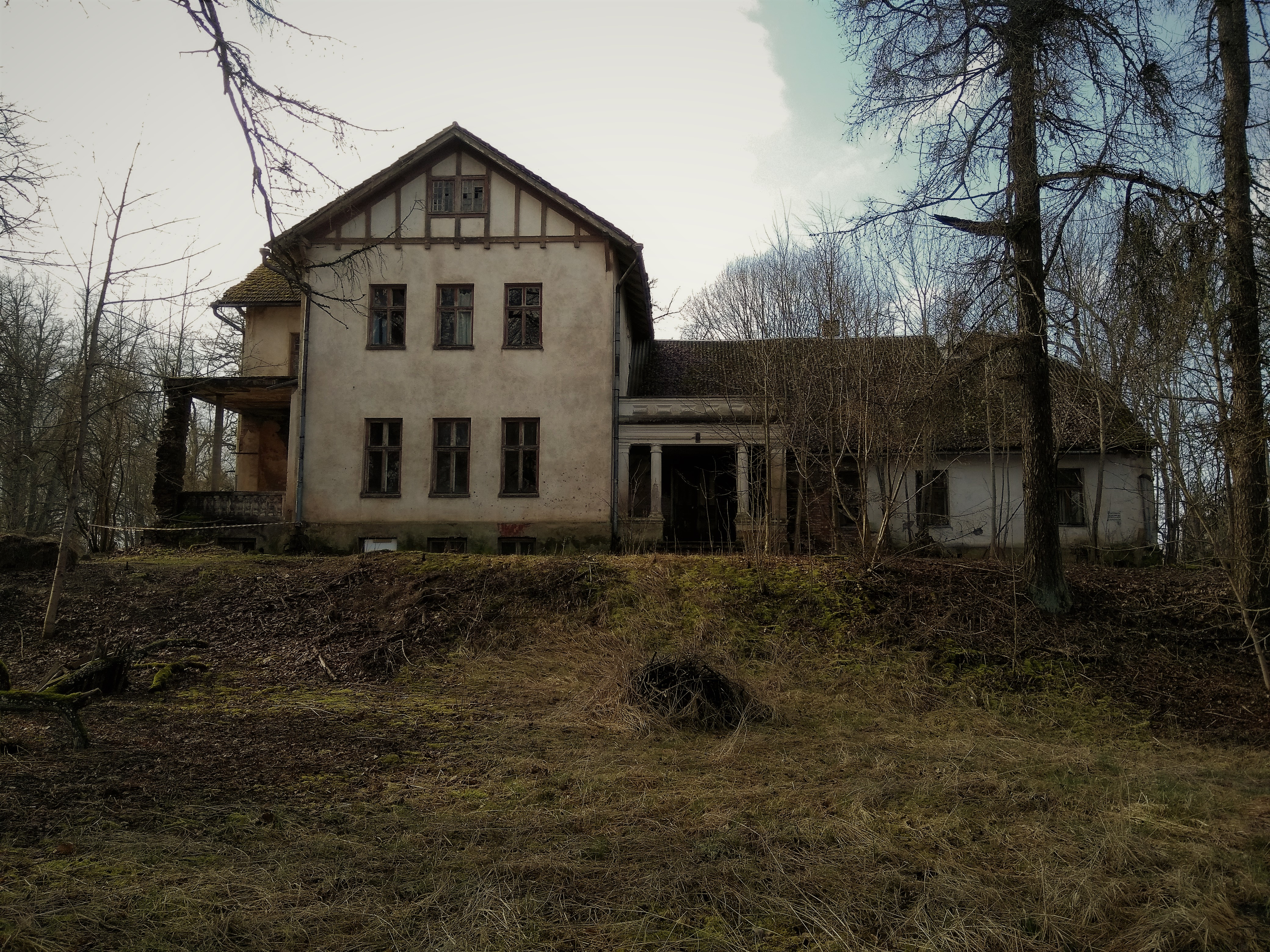
Grand Manoir de Konguta (Groß-Kongota), Konguta.
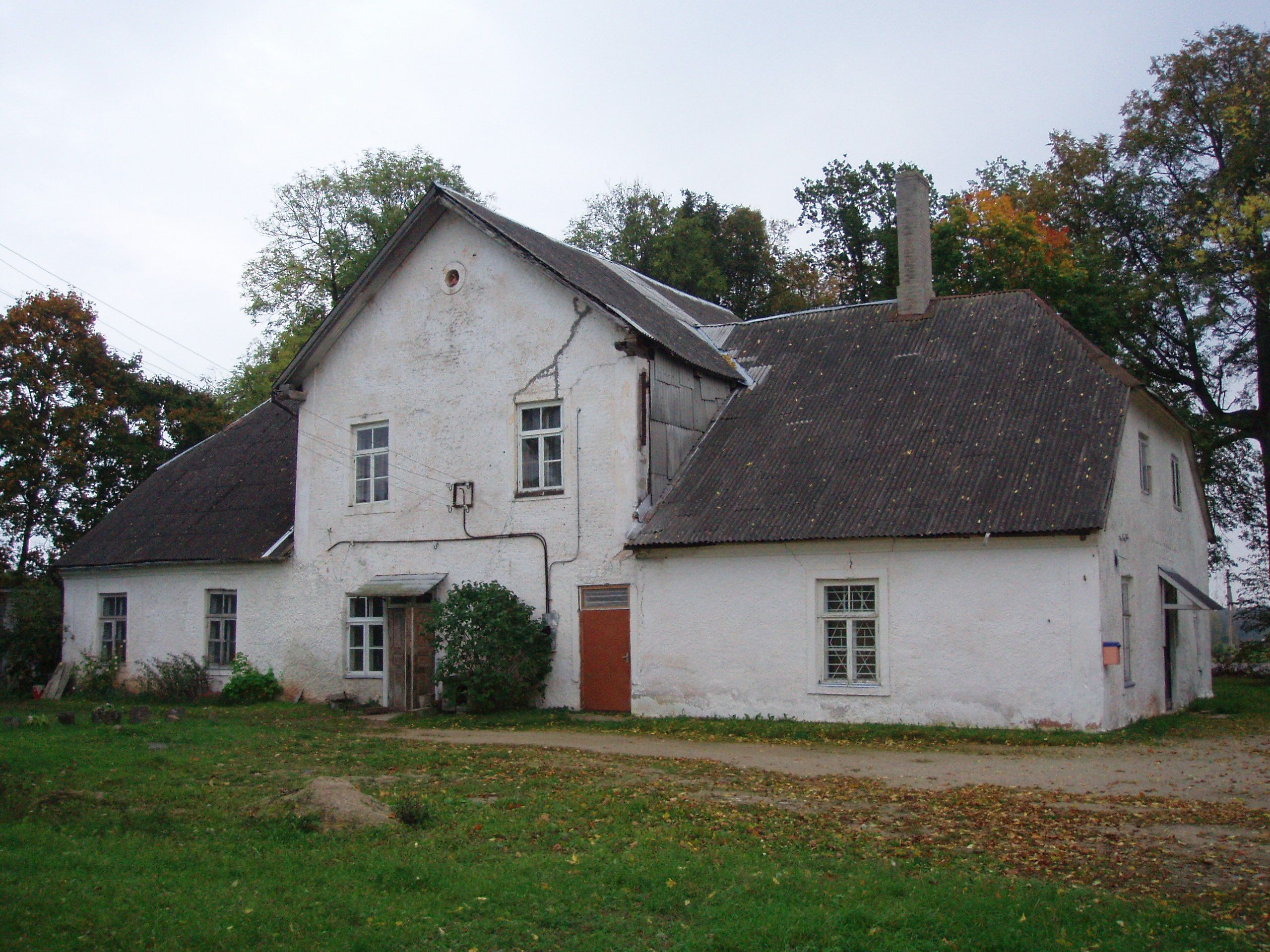
Petit Manoir de Konguta (Klein-Kongota), Konguta.
Grand Manoir d'Ulila (Ullila), Ulila.
Petit Manoir d'Ulila (Uhlfeld), Ulila.
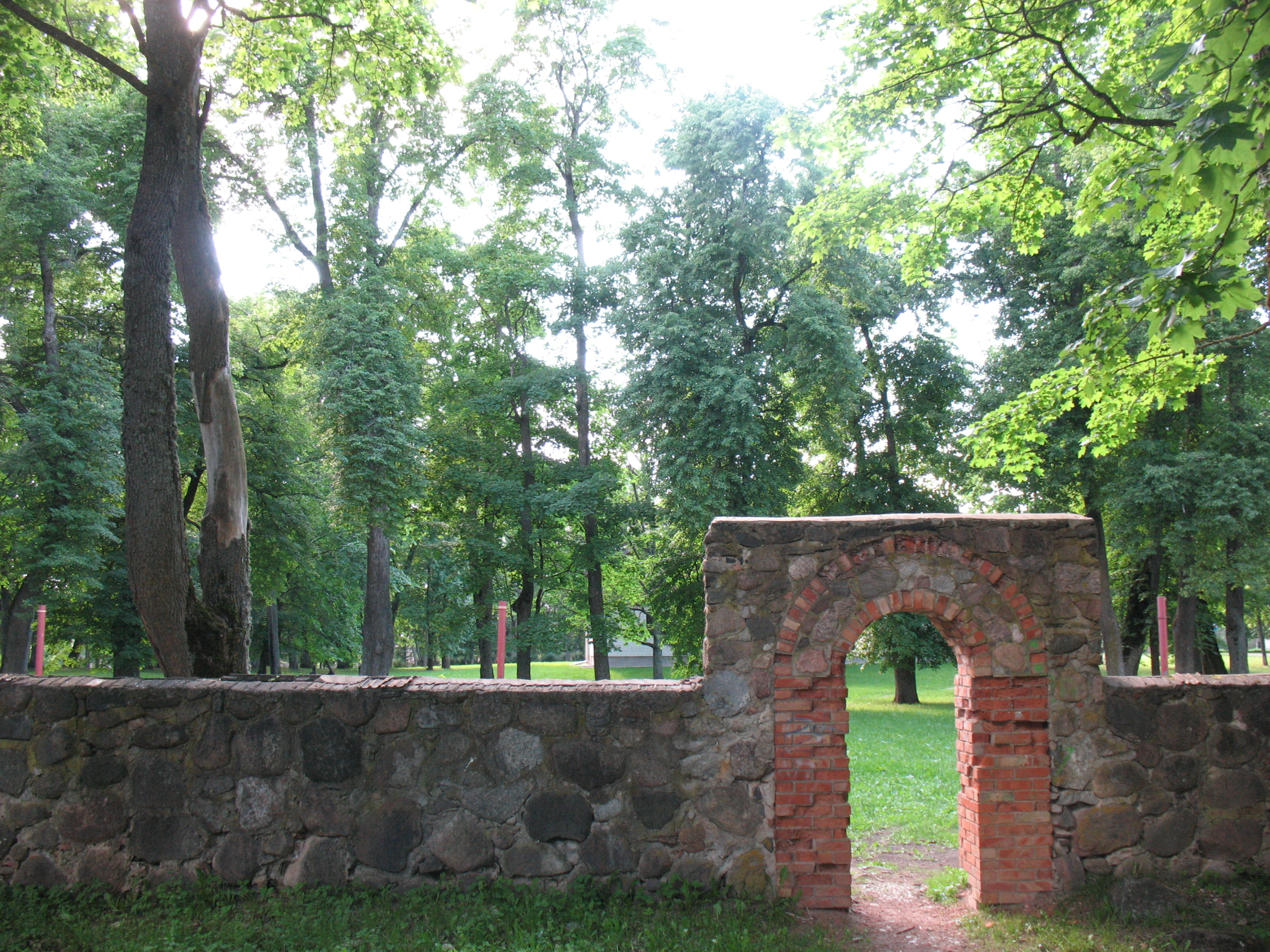
Domaine et dépendances de l'ancien Manoir de Rannu (Schloß Randen), Rannu.
Emplacement de l'ancien Manoir de l'église de Puhja (Pujen/Kawelecht), Puhja.
Emplacement de l'ancien Grand Manoir de Rõngu (Klein-Ringen), Rõngu.
Emplacement de l'ancien Petit Manoir de Rõngu (Schloß Ringen), Rõngu.
Emplacement de l'ancien Manoir d'Uue-Kirepi (Neu-Kirrumpäh), Kirepi.

### Patrimoine religieux
- Eglise Protestante Luthérienne Saint-Denis, Puhja
- Eglise Protestante Luthérienne d'Elva, Elva linn
- Eglise Protestante Luthérienne Saint-Martin, Rannu
- Eglise Protestante Luthérienne Saint-Michel, Rõngu
- Eglise Orthodoxe Apostolique Saint-Alexandre Nevski, Kavilda
- Eglise Orthodoxe Apostolique de l'Ascension du Seigneur à Jérusalem, Rannu

## Culture

### Équipements culturels

#### Centres culturels polyvalents
La commune compte plusieurs centres culturels multi-activités répartis sur différentes localités:
- Maison communautaire d'Akre
- Centre culturel d'Elva linn
- Maison de la culture d'Hellenurme
- Maison des associations de Puhja
- Maison communautaire de Konguta
- Maison communautaire de Rannu
- Maison communautaire de Rõngu

#### Musées
La commune d'Elva compte 3 musées.
- Musée du Moulin d'Hellenurme (Hellenurme Veskimuuseum), Hellenurme
- Musée du Lac Vörtsjärv (Järvemuuseum), Vehendi
- Musée des instruments de musique (Pillimuuseum), Rõngu

### Vie culturelle
Depuis 2006, Elva linn accueille chaque année le Festival de Hip-hop d'Estonie. Elva linn dispose également de son propre Festival de chants depuis 1923. Le Festival fête ses 100 ans d'existence en 2023.
La commune d'Elva est associée à la ville voisine de Tartu qui devient Capitale européenne de la culture en 2024, et accueille une partie du programme des festivités tout au long de l'année.

### Personnalités liées à la commune
- Leopold Hansen (1879–1964),
- Valter Heuer (1928–2006),
- Richard Janno (1900–1942),
- Ain Kaalep (1926-2020),
- Jaan Kärner (1891–1958),
- Kerli (1987-),
- Tarmo Kikerpill (1977-),
- Urmas Kruuse (1965-),
- Eduard Kutsar (1902–1970),
- Karl Muru (1927-),
- Jim Ollinovski (1974–1993),
- Hugo Raudsepp (1883–1952),
- Johannes Silvet (1895–1979),
- Peeter Sink (1902–1957),
- Luisa Värk (1987-),
- Caspar Austa (1982-),
- Kalle Kriit (1983-),
- Romario Siimer (1995-)